# Dear Zoe
Dear Zoe è un film del 2022 diretto da Glen Wells.
La pellicola è l'adattamento cinematografico dell'omonimo romanzo di Philip Beard.

## Trama
La pellicola narra la storia della quindicenne Tess DeNunzio, sconvolta dal senso di colpa dopo aver perso la sua sorellastra in un incidente il giorno degli attacchi dell'11 settembre.

## Produzione
Le riprese sono iniziate nell'ottobre 2019 a Pittsburgh, in Pennsylvania, e si sono concluse nel novembre dello stesso anno. Il film ha trascorso un lungo periodo di tempo in pre-produzione. La produzione è avvenuta a Pittsburgh, con una troupe principalmente locale.

## Distribuzione
Il film è stato distribuito nelle sale statunitensi selezionate e on demand a partire dal 4 novembre 2022. È uscito in DVD il 13 dicembre 2022 e in Blu-ray il 14 febbraio 2023.

## Accoglienza

### Critica
Sull'aggregatore Rotten Tomatoes il film riceve il 69% delle recensioni professionali positive con un voto medio di 6,0 su 10 basato su 13 critiche.